# Hauptverwaltung Aufklärung
La Hauptverwaltung Aufklärung (HVA), (pronunciación en alemán: /haːfaʊ̯ˈaː/ⓘ) , o en español la Administración Principal de Reconocimiento (también conocida como Oficina Central A), fue el Servicio de inteligencia en el exterior del Ministerio de Seguridad del Estado de la Alemania Oriental (RDA). Tras la disolución de la Stasi en 1990, y la posterior revelación de los métodos y el propósito de la HVA, esta se convirtió en objeto de amplio interés público e intensa investigación (desde 1991 hasta junio de 2021, bajo la responsabilidad del Comisionado Federal para los Archivos de la Stasi) en Alemania.
Durante toda su existencia, la HVA se concentró en la tarea de infiltrarse en los Estados miembros de la OTAN, principalmente la República Federal de Alemania (RFA). En 1990, cuando la RDA se disolvió tras un año de la caída del Muro de Berlín, los alemanes a ambos lados de la frontera descubrieron su verdadero papel en la Guerra Fría. La eficacia de la HVA en las misiones encomendadas, desconocidas durante los años en las que estuvo operativa, jugó un papel importante en el espionaje contra la OTAN por parte del Bloque del Este. La figura más famosa y poderosa de la HVA fue su director durante muchos años, el General Markus Wolf.

## Propósito
La Stasi fue un ministerio con mucho trabajo desde su formación en las secuelas de la Segunda Guerra Mundial. De todos los estados posguerras en Europa, Alemania fue el único dividido por dos, así la lealtad de cada ciudadano alemán fue dudosa en el punto de vista del Estado socialista en el este (y tanto en el oeste). Debajo el patrocinio del KGB soviético, la RDA construyó redes gigantescas de espías domésticos, y debajo varias estimaciones uno de cada 63 personas en la RDA fue un informante para las policías secretas, la primera entre ellas el Stasi. Para enfocar los esfuerzos contra los Estados enemigos en Europa Occidental, los jefes de Stasi formaron HVA. HVA recogió inteligencia de agentes simpáticos al comunismo en Alemania Occidental, y también entregó información falsa a espías de la BND, su rival occidental, en su propio territorio.
La RDA ofertaba muchos retos al trabajo de sus servicios secretos, pues también tuvo algunas ventajas desde la formación del Stasi en 1950:
- La población de la RDA poseyó números altos en relación de los otros socios en el Pacto de Varsovia de personas educados como ingenieros y médicos, y fue más lista de reconstruir sus industrias preguerras que los otros.
- Como en el caso de su militar, la RDA absorció personal veterano de los servicios antiguos del régimen nazi, aquellos que tenían mucha experiencia en el espionaje. Los alemanes orientales ex-nazis fueron ciertos limitados en ellos prospectos de lograr promociones, debido sus lealtades anteriores, pues sus contribuciones fueron integrales en la formación inicial de HVA en particular.
- La ocupación del ejército soviético en el territorio de la RDA, si bien debilitaba la soberanía del país, otorgó estabilidad al régimen, y también consejos bienes de la KGB y GRU (inteligencia militar).